# Radek Bartakovič
Radek Bartakovič (ur. 16 marca 1970) – czeski lekkoatleta specjalizujący się w biegach płotkarskich, sprinterskich oraz dziesięcioboju. W czasie swojej kariery reprezentował również Czechosłowację.
W 1988 r. uczestniczył w rozegranych w kanadyjskim mieście Greater Sudbury mistrzostwach świata juniorów, zajmując w dziesięcioboju 9. miejsce (uzyskany wynik: 6982). Największy sukces w karierze odniósł w 1989 r. w Varaždinie, zdobywając na mistrzostwach Europy juniorów brązowy medal w biegu na 400 metrów przez płotki (uzyskany czas: 51,16).
Wielokrotny medalista lekkoatletycznych mistrzostw Czechosłowacji lub Czech: na stadionie – w biegu na 400 m ppł (dwukrotnie srebrny – 1990, 1994; dwukrotnie brązowy – 1992, 1993) oraz w sztafecie 4 × 100 m (złoty – 1993), jak również w hali – w biegu na 400 m (srebrny – 1990) oraz ośmioboju (srebrny – 1988, brązowy – 1987).
Rekordy życiowe:
- na stadionie

- bieg na 100 m – 11,18 (1988)
- bieg na 400 m – 48,77 (1988)
- bieg na 1500 m – 4:19,30 (1988)
- bieg na 110 m ppł – 16,56 (1988)
- bieg na 400 m ppł – 50,94 (1991)
- skok wzwyż – 1,86 (1988)
- skok o tyczce – 4,10 (1988)
- skok w dal – 6,78 (1988)
- pchnięcie kulą – 12,74 (1988)
- rzut dyskiem – 33,22 (1988)
- rzut oszczepem – 46,52 (1988)
- dziesięciobój – 6982 (1988)

- w hali

- bieg na 400 m – 48,77 (1989)